# St John's Wood
St John's Wood er et område i bydelen Westminster i London, vest for Regent's Park. Det kendte Abbey Road Studios ligger i St John's Wood – det samme gør verdens mest berømte cricketbane Lord's.
Udbygningen af St John's Wood som en forstad til London begyndte tidligt i 1800-tallet, på grund som helt siden det 14. århundrede havde været ejet af Knights of St John of Jerusalem (Malteserordenen).
Mens Regent's Park tilbød arealer for store villaer, blev meget af St John's Wood bebygget med nogle rimeligere tomandsboliger – blandt de første i London – hovedsagelig for middelklassen. Området tiltrak sig en del kendte, radikale intellektuelle, mange af dem fra land på kontinentet med mindre liberale forhold end Storbritannien.
51°32′10″N 0°10′30″V / 51.5361°N 0.1751°V